# 天使のささやき (スリー・ディグリーズの曲)
「天使のささやき」（てんしのささやき、英語: When Will I See You Again）は、スリー・ディグリーズのシングルおよび楽曲。作詞作曲はケニー・ギャンブル、レオン・ハフ。
日本では1974年にスリー・ディグリーズの3枚目のシングルとして発売された。同年、全米チャート（Billboard Hot 100）2位を獲得した。イージー・リスニング・チャートでは第1位、R&B チャートでも第4位を記録している。イギリスで1位を記録。

## 解説
1973年発売のアルバム『荒野のならず者』からのシングルカットである。
本国アメリカよりイギリスや日本で1970年代高い評価を得ていたスリー・ディグリーズは1974年の『第3回東京音楽祭』にて本作で金賞を受賞し、同年日本で「来日記念盤」のシングル（規格品番：ECPB-282-PH）として発売。日本のオリコン洋楽シングルチャートで1974年7月29日付の1位を獲得した。
また同年、アメリカでもシングルとして発売され、プラチナ・ディスクを獲得した。スリー・ディグリーズが全米のヒット・チャートにランクインさせたのは8作で、TSOP（The Sound of Philadelphia)にフューチャーされたヴォーカル盤（MFSB featuring Three Degrees)「ソウル・トレインのテーマ」もイージー・リスニング・チャートで第1位、ポップ・チャートで第1位を記録している。ケニー・ギャンブル、レオン・ハフというフィラデルフィア・サウンドの二人の重鎮のこの時期の活躍は素晴らしかった。
イギリスでは彼女らは1974年〜1998年の間に15曲のヒットがあり、「天使のささやき」は1974年に全英第1位を記録している。
イギリスや日本に比べ本国でさほど高い人気を得られなかった理由としてはツアーを優先していたという事情があったようである。「天使のささやき」が本国より日本で先行してヒットした事情もそのあたりが考えられる。
また、スリー・ディグリーズは白井章生による日本語詞でもこの曲を録音した（1974年発売の日本限定発売シングル『天使のささやき（日本語盤）』（フィラデルフィア・インターナショナル/CBS・ソニー ECPB-282-PH）、1975年発売のアルバム『世界の恋人』（日本盤および2010年発売の英Big Break Records盤）に収録）。

## カバー
- ジョニー・マティス（1974年）
- Prism（1982年）
- オージェイズ（1983年）
- バリー・ホワイト（1990年）[7]
- 小泉今日子（1992年）- アルバム『Bambinater』に収録。
- TRUE KiSS DESTiNATiON（1999年）- 「PRECiOUS MOMENTS -WHEN WILL I SEE YOU AGAIN-」のタイトルでカバー。
- 小柳ゆき（1999年） - シングル『あなたのキスを数えましょう 〜You were mine〜』に収録。